# Jonathan Sigalet
Jonathan Patrick Sigalet (ur. 12 lutego 1986 w Vancouver) – kanadyjski hokeista.
Jego brat Jordan (ur. 1981) był bramkarzem hokejowym, obecnie trenerem bramkarskim.

## Kariera
- Salmon Arm SilverBacks (2002-2003)
- Bowling Green State University (2003-2005)
- Providence Bruins (2005-2008)
- Boston Bruins (2007)
- Syracuse Crunch (2008-2010)
- Springfield Falcons (2010-2011)
- HC Lev Poprad (2011-2012)
- Slovan Bratysława (2012-2014)
- Luleå HF (2014-2016)
- Frölunda HC (2016-2021)

W drafcie NHL z 2005 został wybrany przez Boston Bruins. W barwach tej drużyny w lidze NHL zagrał w jednym meczu 9 stycznia 2007. Poza tym grał zespołach farmerskich w lidze AHL. Od 2011 gra na Słowacji w ramach ligi KHL, wpierw w Popradzie, a od czerwca jest zawodnikiem Slovanu Bratysława. W czerwcu 2013 przedłużył kontrakt z klubem o dwa lata. Zwolniony z klubu w grudniu 2014. Wówczas został zawodnikiem szwedzkiego Luleå. Od kwietnia 2016 zawodnik Frolunda HC. Po sezonie 2020/2021 zakończył karierę.

## Sukcesy
Klubowe
- Frank Mathers Trophy: 2008 z Providence Bruins
- Emile Francis Trophy: 2008 z Providence Bruins

Indywidualne
- BCHL 2002/2003:
  - Skład gwiazd pierwszoroczniaków
  - Pierwszy skład gwiazd
  - Najlepszy obrońca
- NCAA (CCHA) 2004/2005:
  - Skład gwiazd zawodników akademickich